# DrugBank
Die Datenbank DrugBank der University of Alberta ist eine umfassende Quelle für bioinformatische und chemische Informationen, die detaillierte Daten von Arzneimitteln (z. B. chemische, pharmakologische und pharmazeutische Daten) mit detaillierten Informationen zu Zielverbindungen (z. B. Sequenz, Struktur, Stoffwechselwege) verbindet. Die Datenbank enthält in der aktuellen Fassung 14.379 Einträge.